# Barnpornografi
Barnpornografi, i vardagligt tal ofta benämnt "barnporr", kallas pornografi som innehåller barn antingen i betydelsen inte myndiga eller inte könsmogna. Produktion, spridning och innehav av barnpornografi är numera förbjudet i de flesta länder.
Barnpornografi har sedan slutet av 1980-talet fått ökad uppmärksamhet i massmedia. Då hemdatorer och Internet slog igenom på allvar i mitten av 1990-talet började polisen hitta allt fler datorer och webbplatser med barnpornografiskt innehåll. Ordet barnpornografi förekommer i svenska massmedier sedan 1975.
Många motsätter sig användandet av begreppet "barnpornografi", däribland forskaren Marie Eneman från ECPAT Sverige, då pornografi till skillnad från barnpornografi är något lagligt. ECPAT Sverige menar också att barn i motsats till vuxna aldrig kan samtycka till pornografi. Organisationen använder sig istället av begreppet "dokumenterade sexuella övergrepp på barn". 
Även tecknade bilder av barn i sexuella sammanhang är i många länder olagliga. I dessa fall avbildas dock inte verkliga barn som utsätts för sexuella övergrepp. Mindre explicita bilder på barn kan definieras som barnerotica.

## Produktion och konsekvenser

### Producenterna
De som dokumenterar övergrepp i form av barnpornograﬁ utnyttjar gärna fattigdom och social utsatthet. Det kan ske under semestern eller annan resa. I en del fall har pedofiler etablerat fotostudior där barn utnyttjas systematiskt. Men det är långt ifrån samtliga fall. 

### Offren
För barnet kan övergreppen innebära ett stort trauma. Offret kan drabbas av depressioner, koncentrationssvårigheter, skamkänslor och dålig självkänsla. Offret kan ha svårt att självmant berätta om övergreppen och kan i vissa fall försvara förövaren eller förneka att övergreppen ägt rum, trots bilder eller ﬁlmer.
Orsakerna till att offren reagerar så här är ﬂera. Att berätta om övergreppen kan vara känslomässigt smärtsamt vilket gör att många försöker slå ifrån sig de traumatiska minnena. För ett barn kan förövaren dessutom upplevas som ”snäll” och ha intalat barnet att de sexuella handlingarna är helt normala. Vidare kan övergreppen ske i kombination med belöningar och hot. Ibland påverkas barnet att avge löften om att inte berätta om deras ”gemensamma hemlighet” för någon. Även rädsla för vad föräldrarna ska säga kan påverka.

## Rättslig status

Global pornografilagstiftning 2012
Innehav av barnpornografi är inte förbjudet
Innehav av barnpornografi är förbjudet
Innehav av all sorts pornografi är förbjudet
Okänt

Särskild lagstiftning angående barnpornografi fanns 2008 i 94 av Interpols 187 medlemsstater. Av dessa 94 stater, var det 58 som då kriminaliserade innehav utan spridningsuppsåt. I denna statistik ingår inte länder vilka kriminaliserar all pornografi.

### Barnkonventionen
Barnkonventionen stadgar att alla som ratificerat konventionen skall genomföra lämpliga åtgärder för att förhindra att barn utnyttjas för pornografiska föreställningar och i pornografiska framställningar.

### Europeiska Unionen
Genom ett direktiv 2003 ålades Europeiska unionens medlemsstater, att kriminalisera framställningar av verkliga eller fiktiva barn i sexuella situationer. Som barn definieras alla personer som inte fyllt 18 år. 

#### Belgien
I Belgien definieras barnpornografi som en pornografisk framställning av en person som inte är myndig, dvs. ännu inte fyllt 18 år.

#### Danmark
Den nuvarande danska barnpornografilagstiftningen härstammar från 2003, då den skärptes med anledning av det ovannämnda direktivet från Europeiska Unionen. Följande förändringar genomfördes då:
- Åldersgränsen höjdes från 15 till 18 år.
- Fiktivt material blev inkluderat.
- Straffskalan för spridning höjdes från 2 till 6 års fängelse.
- Straffskalan för innehav höjdes från 6 månader till 1 års fängelse.

Danmark införde i januari 2006 blockering av barnpornografiska webbplatser. Den som försöker nå de blockerade sajterna avleds till en särskild webbsida skapad av polisen.

#### Nederländerna
I Nederländerna definieras barnpornografi, som en pornografisk framställning av en person som förefaller vara under 18 år.

#### Sverige
Barnpornografi legaliserades i Sverige 1972, när Lennart Geijer var justitieminister, och barnpornografi såldes öppet under 1970-talet. 1980 blev det återigen straffbart att sprida barnpornografi i Sverige och även att framställa barnpornografi, om man hade uppsåt att sprida den. Material med barnpornografiskt innehåll kan beslagtas av svensk polis sedan 1995. Sedan 1999 är innehav av barnpornografi förbjudet. Sedan 2010 är det förbjudet att betrakta en uppsåtligen tillskansad barnpornografisk bild (betyder enligt brottsbalk (1962:700): 16 kapitlet, 10 a § 5. innehar en sådan bild av barn eller betraktar en sådan bild som han eller hon berett sig tillgång till).
Konstnären Palle Torsson och Björn Sellström, kriminalinspektör på Rikskriminalens barnpornografigrupp, har båda påpekat hur allmänhetens uppfattning har förändrats i Sverige. Torsson kommenterade 2001 i samband med sitt verk Pippi Examples att Olle Hellboms Pippi-filmer, när de släpptes, knappast ansågs ha ett sexuellt innehåll, men att de 30 år senare kunde tolkas som sexuella bilder. Sellström sade 2011 att "Vi märker att det här börjar gå överstyr. Vi får till exempel in tips flera gånger om året kring en scen ur Madicken när hon badar naken med sin syster".
Jenny Morelli anförde vid en debatt på Publicistklubben 2011 att "självcensuren bland fotografer har blivit stark som en följd av samhällets ökade nervositet inför barns nakenhet och misstänksamheten som följt av den barnkroppens sexualisering som paradoxalt nog uppstår i en kollektivt utlevd ängslan för just sexualisering." Vid samma debatt sade justitiekansler Anna Skarhed att "Jag tror att vi har en förändring i samhället när det gäller det här med nakenhet och barn och det kan vi väl alla konstatera att det är på det sättet."
I mangamålet år 2012 slog Högsta domstolen fast att innehav av orealistiskt tecknad barnpornografisk manga inte är straffbart med hänvisning till yttrandefriheten och informationsfriheten i regeringsformen.

#### Tyskland
I Tyskland skiljer lagstiftaren på barnpornografi och, sedan 2008, på ungdomspornografi.
- Barnpornografi avser pornografiska framställningar av personer som inte fyllt 14 år.
- Ungdomspornografi avser pornografiska framställningar av personer i åldern 14-17 år.

Genom ett utslag i Bundesgerichtshof 2013, fastställdes att förbudet mot barn- och ungdomspornografi enbart omfattar grafiska framställningar; alltså inte texter.
Följande straffskalor gäller i Tyskland:
| Gärning                                                      | Barnpornografi                                             | Ungdomspornografi                                                                          |
| ------------------------------------------------------------ | ---------------------------------------------------------- | ------------------------------------------------------------------------------------------ |
| Spridande                                                    | 3 månaders - 5 års fängelse Förverkande av framställningen | Böter - 3 års fängelse Förverkande av framställningen                                      |
| Yrkesmässigt spridande, medhjälp till yrkesmässigt spridande | 6 månaders - 10 års fängesle Vinsten förverkas             | 3 månaders till 5 års fängelse Vinsten förverkas                                           |
| Innehav, försök till anskaffning, framställning              | Böter - 2 års fängelse Förverkande av framställningen      | Böter - 1 års fängelse Förverkande av framställningen Undantag för minderårig framställare |

#### Japan
Japan har haft en lång historia av konstnärligt framställda skildringar av nakna prepubertala flickor i så kallade fotoböcker. Efter påtryckningar förbjöds dessa 1999. Innehav av barnpornografi utan spridningsuppsåt fortsatte dock att vara tillåtet sedan samma år men år 2014 blev även innehav förbjudet. Lagen undantar dock hentai och övrig manga av lolikon samt shotakon genre.

#### Norge
Den norska strafflagen ändrades senast 2005, och säger nu att den som framställer, innehar eller sprider barnpornografi kan dömas till upp till tre års fängelse. Barn definieras som den vilken är eller ser ut att vara under 18 års ålder.

#### USA
Barnpornografi är olaglig enligt federal lag och enligt alla delstatslagar. USA:s högsta domstol har fastslagit att barnpornografi inte omfattas av konstitutionens yttrandefrihetsgarantier. Lagstiftning riktad mot fiktiv barnpornografi förklarades 2002 som författningsvidrig och upphävdes av Högsta domstolen. Utslaget motiverades med att lagstiftningen kränkte yttrandefriheten för framställningar vilka inte visade något brott eller skapade några brottsoffer. Enligt domstolen var fiktiv barnpornografi inte i sig relaterad till sexuella övergrepp mot barn. Högsta domstolen har sedan vägrat pröva förnyad lagstiftning, som sedan 2003 förbjuder fiktiv barnpornografi vilken saknar litterärt, artistiskt, politiskt eller vetenskapligt värde.

## Polistillslag
Ett antal polistillslag har gjorts mot konsumenter av barnpornografi sedan internets tillkomst. Ett svenskt exempel var Operation Sleipner 2004 där husrannsakan skedde hos 118 svenskar samtidigt, vilket därmed gör den till det största enskilda tillslaget i svensk polishistoria. Dessa hade köpt tillgång till barnpornografi på en webbplats via kontokort och misstänktes för innehav av bilder och filmer. Operation Sleipner var den svenska avläggaren till Operation Falcon med 2 300 arresteringar i flera länder. Några fler exempel på tillslag mot kommersiella barnpornografiska webbplatser är:
Operation Avalanche 1999, kunder i USA och 59 andra länder, 250 000 prenumerationer på barnpornografi och en omsättning på 9,2 miljoner US$.
Operation Site-Key 2001 med fokus på USA, 23 000 kunder och 51 domar.
Operation Ore 2002 med fokus på Storbritannien, 7 200 misstänkta och 1 230 domar.
Operation Falcon 2004, USA, Frankrike, Spanien och Vitryssland, 270 000 kontokortsdragningar för tillgång till barnpornografi och 2 300 gripanden.
Operation Koala 2006, fotostudio i Ukraina där barnpornografi producerades och marknadsfördes på en webbplats, 2 500 kunder i 19 länder.
Förutom tillslag mot kommersiella barnpornografiska webbplatser finns ett stort antal polisoperationer mot pedofila nätverk, användare av fildelningsklienter med mera.